# Herbert William Fisher
Herbert William Fisher (30 juillet 1826-17 janvier 1903) est un historien britannique, surtout connu pour son livre Considerations on the Origin of the American War  (1865).

## Biographie
Il est né à Poulshot, Wiltshire, le fils aîné du révérend William Fisher (1799-1874), recteur de Poulshot de 1823 jusqu'à sa mort, chanoine de la cathédrale de Salisbury à partir de 1834 et son épouse Elizabeth Cookson (c.1803-1851). Il fait ses études à Christ Church, Oxford et devient tuteur en 1851. Il est tuteur du futur roi Édouard VII en 1859.
Admis au barreau d'Inner Temple en 1855, Fisher est secrétaire particulier d'Henry Pelham-Clinton, 5e duc de Newcastle-under-Lyne. En 1862 il devient secrétaire particulier du prince de Galles, son ancien élève, et devient Lord du sceau privé en 1865 avant d'être nommé au poste de vice-directeur des Stannaries, Cornouailles. en 1870.

## Famille
Fisher épouse Mary Louisa Jackson (30 décembre 1841 – 24 août 1916) le 5 août 1862 à Hendon, Middlesex. Elle est née à Calcutta, la deuxième fille de John Jackson, médecin du service médical du Bengale et sa sœur cadette, Julia Stephen (en), est la mère de Virginia Woolf. Sa sœur aînée, Adeline, épouse Henry Halford Vaughan. Fisher et sa femme ont sept fils et plusieurs filles.
- Florence Henrietta Fisher (31 janvier 1864 - 5 mars 1920), mariée à Frederic William Maitland et ensuite à Francis Darwin
- Herbert Fisher (21 mars 1865-1940), historien et ministre de l'Éducation
- Arthur Alexander Fisher ("Jack") (10 août 1866 - 12 mars 1902)[9] officier d'artillerie, décédé des suites de blessures subies lors de la Seconde guerre des Boers[10]
- Emmeline Mary Fisher (27 juillet 1868 – 1941), mariée au compositeur et musicien R.O. Morris en février 1915 [10]
- Adeline Maria Fisher (16 juillet 1870-1951), mariée à Ralph Vaughan Williams
- Edmund Montagu Prinsep Fisher (13 janvier 1872 – 1918), mort pendant la Première Guerre mondiale
- Hervey George Stanhope Fisher (11 août 1873 – 1921)[9] épouse Augustine Louise Perret en 1912
- William Wordsworth Fisher (26 mars 1875-1937), amiral
- Charles Dennis Fisher (en) (19 juin 1877-31 mai 1916), tué pendant la Première Guerre mondiale lors de la bataille du Jutland
- Cordelia Fisher (27 juillet 1879-1970)
- Edwin Fisher (16 décembre 1883 – 1947), président de la Barclays Bank

Les funérailles de Fisher ont lieu à Brockenhurst, Hampshire le 23 janvier 1903. Le roi et la reine étaient représentés par le major-général Stanley Clarke.